# Temnopis forticornis
Temnopis forticornis är en skalbaggsart som först beskrevs av Friedrich F. Tippmann 1960.  Temnopis forticornis ingår i släktet Temnopis och familjen långhorningar. Inga underarter finns listade i Catalogue of Life.